# V čajové konvici
V čajové konvici (2011) je album skupiny Květy, na kterém vyšly písničky z divadelního projektu Svět podle Fagi Divadla DNO. V rámci tohoto projektu vychází Květám zvlášť i gramofonová deska Fagi EP. Album obsahuje 15 písniček. Nahrávka písně Medvídek vyšla již na albu Bongo BonBoniéra (2010).
K písni Kpt. Lžičko vznikl klip Martina Smékala.

## Seznam písní
1. Nejtišší kapela
2. Medvídek
3. Osnova
4. Noc
5. Kpt. Nemo
6. Šnek
7. O cestování
8. Oves míru
9. Malá přítelkyně
10. Kpt. Lžičko
11. Motorka
12. Poslední tančírna v Praze
13. Snajpr
14. Zdají se androidům sny o elektrických varhanách? (revival)
15. Zuzana

## Autoři písní
- Martin Evžen Kyšperský – hudba (1–4, 6–15), texty (1–11)
- Jiří Jelínek – texty (12–15)
- Aleš Pilgr – hudba (5, 10)

## Obsazení

### Květy
- Martin Evžen Kyšperský – zpěv, kytary, piano, fender piano, elektrické varhany (6), mandolína+banjo+baskytara (2), zvonkohra (3), tubafon (6, 14)
- Aleš Pilgr – bicí a perkuse, klávesnice (2), banjo (5), klávesy (7), ruční pračka+hrnce+balafon (10), zpěv (12), flexaton (14), sbory
- Ondřej Čech – kontrabas a baskytara, harmonium (5), kosmický synťák (8, 10), sbory
- Albert Novák – housle, sbory

### Hosté
- Karel Heřmánek – hlas (7)
- Jana Kaplanová – zpěv a trumpeta (2)
- Lenka Dusilová – zpěv (6), vokál (8)
- Kristýna Lhotáková – vokál (10)
- Lucie Vítková – vokál (13)
- Dominik Laudát – sbor (5)
- Dorota Barová, Lucie Redlová, Johanka Švarcová, Jana Vébrová – sbor (3, 7, 9)
- Ondřej Ježek – sbor (6), plechy (12), theremin (12), tyč se strunami (13), elektrické varhany (14)